# Mamestra canescens
Mamestra canescens är en fjärilsart som beskrevs av Moore 1878. Mamestra canescens ingår i släktet Mamestra och familjen nattflyn. Inga underarter finns listade i Catalogue of Life.